# Jonny Moseley
Jonathan „Jonny” Moseley (ur. 27 sierpnia 1975 w San Juan, Portoryko) – amerykański narciarz, specjalista narciarstwa dowolnego. Jego największym sukcesem jest złoty medal w jeździe po muldach wywalczony na igrzyskach olimpijskich w Nagano. Zdobył także brązowy medal w kombinacji na mistrzostwach świata w La Clusaz. W Pucharze Świata triumfował w klasyfikacji generalnej w sezonach 1994/1995 i 1995/1996. W sezonie 1995/1996 triumfował także w klasyfikacji kombinacji, a w sezonie 1997/1998 był najlepszy w klasyfikacji jazdy po muldach.
W 2002 r. zakończył karierę.

## Osiągnięcia

### Igrzyska olimpijskie
| Miejsce | Dzień     | Rok  | Miejscowość    | Konkurencja      | Zwycięzca     |
| ------- | --------- | ---- | -------------- | ---------------- | ------------- |
| 1.      | 11 lutego | 1998 | Nagano         | Jazda po muldach | -             |
| 4.      | 12 lutego | 2002 | Salt Lake City | Jazda po muldach | Janne Lahtela |

### Mistrzostwa świata
| Miejsce | Dzień     | Rok  | Miejscowość | Konkurencja      | Zwycięzca         |
| ------- | --------- | ---- | ----------- | ---------------- | ----------------- |
| 3.      | 16 lutego | 1995 | La Clusaz   | Kombinacja       | Trace Worthington |
| 15.     | 18 lutego | 1995 | La Clusaz   | Jazda po muldach | Edgar Grospiron   |
| 12.     | 8 lutego  | 1997 | Iizuna      | Jazda po muldach | Jean-Luc Brassard |

### Puchar Świata

#### Miejsca w klasyfikacji generalnej
- sezon 1992/1993: 115.
- sezon 1993/1994: 37.
- sezon 1994/1995: 1.
- sezon 1995/1996: 1.
- sezon 1996/1997: 16.
- sezon 1997/1998: 2.
- sezon 2000/2001: 37.
- sezon 2001/2002: 49.

#### Miejsca na podium
1. Tignes – 12 grudnia 1993 (Kombinacja) – 3. miejsce
2. Le Relais – 30 stycznia 1994 (Kombinacja) – 2. miejsce
3. Hasliberg – 13 marca 1994 (Kombinacja) – 3. miejsce
4. Tignes – 17 grudnia 1994 (Kombinacja) – 2. miejsce
5. Breckenridge – 15 stycznia 1995 (Kombinacja) – 3. miejsce
6. Hasliberg – 8 lutego 1995 (Jazda po muldach) – 3. miejsce
7. Kirchberg in Tirol – 24 lutego 1995 (Kombinacja) – 1. miejsce
8. Lillehammer – 5 marca 1995 (Kombinacja) – 2. miejsce
9. Hundfjället – 10 marca 1995 (Kombinacja) – 1. miejsce
10. La Plagne – 16 grudnia 1995 (Jazda po muldach) – 3. miejsce
11. Lake Placid – 5 stycznia 1996 (Jazda po muldach) – 1. miejsce
12. Lake Placid – 5 stycznia 1996 (Jazda po muldach) – 2. miejsce
13. Blackcomb – 13 stycznia 1996 (Jazda po muldach) – 2. miejsce
14. Blackcomb – 13 stycznia 1996 (Jazda po muldach) – 1. miejsce
15. Breckenridge – 20 stycznia 1996 (Kombinacja) – 1. miejsce
16. Mont Tremblant – 25 stycznia 1996 (Kombinacja) – 1. miejsce
17. Mont Tremblant – 27 stycznia 1996 (Jazda po muldach) – 3. miejsce
18. Mont Tremblant – 28 stycznia 1996 (Kombinacja) – 1. miejsce
19. Kirchberg in Tirol – 4 lutego 1996 (Jazda po muldach) – 2. miejsce
20. Kirchberg in Tirol – 4 lutego 1996 (Kombinacja) – 2. miejsce
21. La Clusaz – 14 lutego 1996 (Jazda po muldach) – 1. miejsce
22. Hundfjället – 6 marca 1996 (Jazda po muldach) – 2. miejsce
23. Hundfjället – 9 marca 1996 (Kombinacja) – 1. miejsce
24. La Plagne – 13 grudnia 1996 (Jazda po muldach) – 1. miejsce
25. Lake Placid – 12 stycznia 1997 (Jazda po muldach) – 2. miejsce
26. Breckenridge – 24 stycznia 1997 (Jazda po muldach) – 1. miejsce
27. Hundfjället – 15 marca 1997 (Muldy podwójne) – 2. miejsce
28. Tignes – 5 grudnia 1997 (Jazda po muldach) – 2. miejsce
29. Tignes – 5 grudnia 1997 (Jazda po muldach) – 2. miejsce
30. La Plagne – 19 grudnia 1997 (Jazda po muldach) – 1. miejsce
31. La Plagne – 19 grudnia 1997 (Jazda po muldach) – 1. miejsce
32. La Plagne – 20 grudnia 1997 (Jazda po muldach) – 1. miejsce
33. La Plagne – 20 grudnia 1997 (Jazda po muldach) – 1. miejsce
34. Mont Tremblant – 11 stycznia 1998 (Jazda po muldach) – 2. miejsce
35. Hundfjället – 30 stycznia 1998 (Jazda po muldach) – 1. miejsce
36. Hundfjället – 9 marca 1998 (Jazda po muldach) – 2. miejsce
37. Hundfjället – 9 marca 1998 (Jazda po muldach) – 1. miejsce
38. Altenmarkt – 14 marca 1998 (Jazda po muldach) – 1. miejsce
39. Sunday River – 28 stycznia 2001 (Jazda po muldach) – 2. miejsce
40. Saint Lary – 11 stycznia 2002 (Jazda po muldach) – 1. miejsce

- W sumie 18 zwycięstw, 16 drugich i 6 trzecich miejsc.